# Dubidze
Dubidze [pronunciación en polaco: /duˈbidzɛ/] es un pueblo ubicado en el distrito administrativo de Gmina Nowa Brzeźnica, dentro del Distrito de Pajęczno, Voivodato de Łódź, en Polonia central. Se encuentra aproximadamente a 4 kilómetros al noroeste de Nowa Brzeźnica, a 12 kilómetros al sureste de Pajęczno, y a 79 kilómetros al sur de la capital regional Łódź.
El pueblo tiene una población de 712 habitantes.